# L'Affaire Katsumi
 Pour plus de détails, voir Fiche technique et Distribution
L'Affaire Katsumi est un film pornographique français réalisé par Alain Payet sorti en DVD en 2002.

## Synopsis
Sandra, une épouse rangée, renoue avec l'une de ses amies, Katsumi. Cette dernière travaille comme prostituée de luxe sous le nom de Miki Ko. D'abord choquée, Sandra découvre ensuite que son mari la trompe. Elle succombe alors à la débauche, encouragée par Katsumi qui travaille de son côté pour une mystérieuse organisation. 

## Fiche technique
- Titre : L'Affaire Katsumi
- Titre alternatif : Mélanie loves Katsumi (utilisé lors de certaines diffusions à la télévision)
- Réalisateur : Alain Payet
- Scénariste : J.P. Mochon
- Production : Marc Dorcel
- Distribution : Marc Dorcel
- Durée : 100 minutes
- Dates de sortie : 2002
- Pays :  France
- Genre : pornographie

## Distribution
- Katsuni (créditée sous le nom de Katsumi) : Katsumi, alias Miki Ko
- Sandra Russo : Sandra
- Horst Baron : le patron de Katsumi
- Ramon Novar
- Steve Holmes
- Mélanie Coste : l'ouvreuse de cinéma
- Patricia Diamond : la jeune femme dans le parking souterrain
- Monica Sweetheart
- Robby Blake
- Kevin Long
- Lucy Van Dam
- Carmelo Petix
- Tony Carrera
- Claudia Clair
- Jean Tolzac

## Autour du film
L'Affaire Katsumi est l'un des premiers films mettant en vedette Katsuni - alors connue sous son premier nom de scène - qui interprète le rôle-titre. Il s'agit également l'un des premiers films de Mélanie Coste, autre vedette du porno français des années 2000. « Dorcel girl » de l'époque, cette dernière figure en tête de générique de ce film dans lequel elle ne tient cependant qu'un rôle secondaire : elle apparaît vers la fin, jouant le rôle d'une ouvreuse de cinéma pornographique vêtue d'un costume de groom à la Spirou.

## Prix
- Festival international de cinéma érotique de Barcelone, 2002 : meilleure starlette (Katsuni)[2]
- AVN Awards, 2004 : meilleure scène de sexe dans une production étrangère (Katsuni et Steve Holmes)[3].